# Jérôme Simon
Jerôme Simon (Troyes, 5 december 1960) is een voormalig Frans wielrenner. Hij was beroepsrenner van 1982 tot en met 1993. Simon is een van vier broers die allen profrenner werden: Régis, Pascal en François. 

## Belangrijkste overwinningen
1986
- proloog Ronde van de Middellandse Zee
- eindklassement Tour de Vaucluse

1988
- GP de Cannes
- 3e etappe Route du Sud
- 9e etappe Ronde van Frankrijk
- winnaar van het rood rugnummer (meest strijdlustige renner in de Ronde van Frankrijk)

1989
- 2e etappe deel b en eindklassement Tour du Midi-Libre

1991
- eindklassement Tour d'Armorique
- Route Adélie de Vitré

## Resultaten in voornaamste wedstrijden
| Jaar | Ronde van Italië | Ronde van Frankrijk | Ronde van Spanje |
| ---- | ---------------- | ------------------- | ---------------- |
| 1984 |                  | 36e                 |                  |
| 1985 |                  | 24e                 |                  |
| 1986 |                  |                     |                  |
| 1987 |                  | 42e                 |                  |
| 1988 |                  | 19e (1)             |                  |
| 1989 |                  | 18e                 |                  |
| 1990 |                  | 22e                 |                  |
| 1991 |                  | 23e                 |                  |
| 1992 |                  | 27e                 |                  |
| 1993 | 44e              |                     |                  |

| Jaar | Amstel Gold Race | Luik-Bast.‑Luik | Waalse Pijl |  | Wereldranglijsten |
| ---- | ---------------- | --------------- | ----------- |  | ----------------- |
| 1984 |                  |                 |             |  |                   |
| 1985 |                  |                 |             |  |                   |
| 1986 |                  |                 |             |  |                   |
| 1987 | 25e              | 33e             | 14e         |  | 50e (SPP)         |
| 1988 |                  |                 |             |  |                   |
| 1989 | 63e              | 65e             |             |  |                   |
| 1990 | 21e              | 35e             | 57e         |  |                   |
| 1991 |                  |                 |             |  |                   |
| 1992 |                  |                 | 14e         |  |                   |